# 1958 NBA Draft
Draft w 1958 roku odbył się w 17 rundach w których drużyny wybrały razem 88 zawodników. Trzech z nich znalazło się na liście Basketball Hall of Fame.

## Runda pierwsza
|  | = All-Star     |
|  | = Hall of Fame |

| Nr | Zawodnik        | Narodowość | Drużyna NBA           | College/HS/Były klub |
| -- | --------------- | ---------- | --------------------- | -------------------- |
| 1  | Elgin Baylor    | USA        | Minneapolis Lakers    | Seattle              |
| 2  | Archie Dees     | USA        | Cincinnati Royals     | Indiana              |
| 3  | Mike Farmer     | USA        | New York Knicks       | San Francisco        |
| 4  | Pete Brennan    | USA        | New York Knicks       | North Carolina       |
| 5  | Guy Rodgers     | USA        | Philadelphia Warriors | Temple               |
| 6  | Connie Dierking | USA        | Syracuse Nationals    | Cincinnati           |
| 7  | Dave Gambee     | USA        | St. Louis Hawks       | Oregon State         |
| 8  | Bennie Swain    | USA        | Boston Celtics        | Texas Southern       |

## Runda druga
| Nr | Zawodnik       | Narodowość | Drużyna NBA           | College/HS/Były klub |
| -- | -------------- | ---------- | --------------------- | -------------------- |
| 9  | Steve Hamilton | USA        | Minneapolis Lakers    | Morehead State       |
| 10 | Vern Hatton    | USA        | Cincinnati Royals     | Kentucky             |
| 11 | Barney Cable   | USA        | Detroit Pistons       | Bradley              |
| 12 | Joe Quigg      | USA        | New York Knicks       | North Carolina       |
| 13 | Lamar Sharrar  | USA        | Philadelphia Warriors | West Virginia        |
| 14 | Hal Greer      | USA        | Syracuse Nationals    | Marshall             |
| 15 | Hub Reed       | USA        | St. Louis Hawks       | Oklahoma City        |
| 16 | Jimmy Smith    | USA        | Boston Celtics        | Steubenville         |

## Runda trzecia
| Nr | Zawodnik       | Narodowość | Drużyna NBA           | College/HS/Były klub |
| -- | -------------- | ---------- | --------------------- | -------------------- |
| 17 | Boo Ellis      | USA        | Minneapolis Lakers    | Niagara              |
| 18 | Bucky Bockhorn | USA        | Cincinnati Royals     | Dayton               |
| 19 | Roy DeWitz     | USA        | Detroit Pistons       | Kansas State         |
| 20 | John Lee       | USA        | New York Knicks       | Yale                 |
| 21 | Frank Howard   | USA        | Philadelphia Warriors | Ohio State           |
| 22 | John Nacincik  | USA        | Syracuse Nationals    | Maryland             |
| 23 | Wayne Embry    | USA        | St. Louis Hawks       | Miami (Ohio)         |
| 24 | Jim Cunningham | USA        | Boston Celtics        | Fordham              |